# Hendea aurora
Hendea aurora is een hooiwagen uit de familie Triaenonychidae.